# 이강연
이강연(李康衍, 1991년 1월 26일~)는 대한민국의 축구 선수로, 포지션은 미드필더이다. 현재 K리그2 김포 FC 소속이다.